# Kostel svatého Mikuláše (Prostiboř)
Kostel svatého Mikuláše v Prostiboři je obklopený bývalým hřbitovem, jehož plocha je po obvodu vymezena kamennou ohradní zdí. Jihovýchodně od kostela se nalézá barokní kaple sv. Jana Nepomuckého, která pochází z poloviny 18. století. Mezi kostelem a kaplí, u vnější stěny hřbitovní zdi, stojí kamenný smírčí kříž. Podle pověsti připomíná dívku, která měla v hostinci vyřknout lehkomyslný slib o přinesení věnce z nového hrobu. Poté co se k němu vydala, byla vyrušena hrobníkem a strachem zemřela. Areál kostela je situovaný v dominantní poloze na mírném návrší v západním závěru místní návsi.

## Stavební fáze

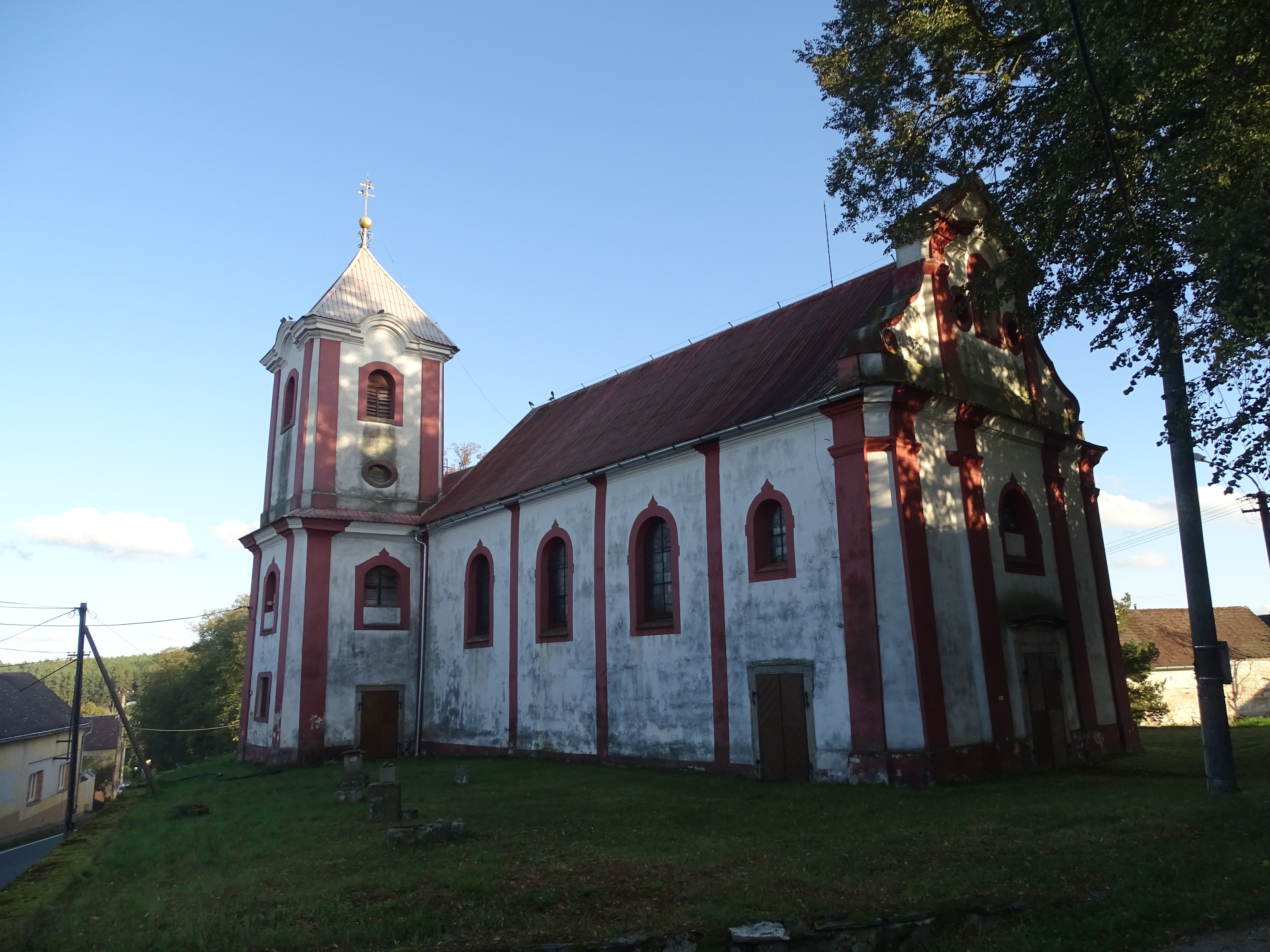
Pohled na kostel

Výstavba původně gotického kostela je kladena do první čtvrtiny 14. století. První zmínky o raně středověkém osídlení obce pochází z roku 1115, kdy byla odebrána z majetku kladrubského kláštera. Samotný kostel bývá někdy datován do 1. čtvrtiny 14. století podle vzniku hradu Kopec. Písemně je připomínán až ve 2. polovině 14. století v souvislosti s patronátním právem. Z gotické stavby se dochovalo pětiboké presbyterium o dvou polích křížové klenby a přilehlé úseky podélných stěn lodi. Současná podoba kostela je výsledkem rozsáhlejší barokní přestavby v letech 1753 až 1756. Tehdy patrně došlo k prodloužení a zaklenutí lodi, připojení sakristie k severní straně presbyteria a ke vztyčení hranolové věže. Součástí barokní přestavby byla rovněž úprava oken, vítězného oblouku a zřízení kruchty a štítu. Poslední opravy krovů a fasády proběhly v 90. letech 20. století.

## Stavební podoba

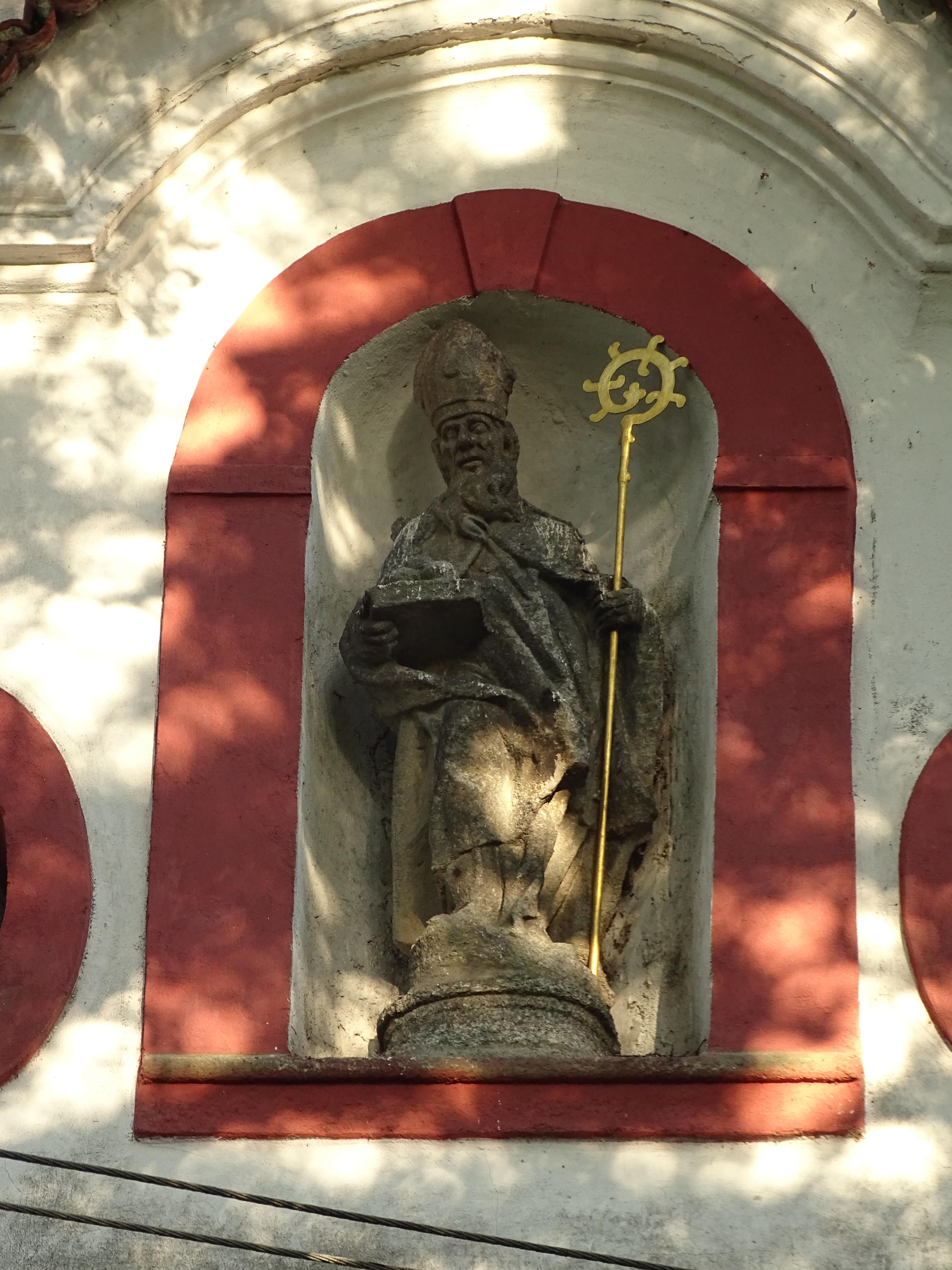
Socha sv. Mikuláše na kostele

Jedná se o jednolodní kostel s polygonálním kněžištěm, k němuž na severovýchodě přiléhá čtyřboká věž se sakristií v jejím přízemí. Průčelí kostela je členěno pilastry s římsovitými hlavicemi. Nad římsou je vyzdvižen trojúhelný štít s volutovými křídly zdobený výklenkem se sochou sv. Mikuláše a oválnými okny. Portál průčelí je pravoúhlý s prohnutým nástavcem a nad ním je umístěné půlkruhové okno. Obdélná loď kostela je osvětlená třemi páry půlkruhových oken v bocích a dvěma menšími okny nad kruchtou. Loď klenutá valenou klenbou s lunetami je pokrytá štukovou výzdobou. Kruchta stojící na dvou žulových sloupech je rovněž podklenutá valeně. Vstup do presbyteria vyznačuje segmentový vítězný oblouk. Presbyterium je klenuté křížovou žebrovou klenbou a paprsčitou žebrovou klenbou v pětibokém závěru. V jeho prostoru se zachoval gotický sanktuář a čtyři původní hrotitá okna s kružbami, páté na jižní straně bylo rozšířeno. V severní stěně je prolomen vchod do sakristie neboli přízemí věže.